# Tansanische Fußballnationalmannschaft der Frauen
Die tansanische Fußballnationalmannschaft der Frauen repräsentiert Tansania im internationalen Frauenfußball. Die Nationalmannschaft gehört der 2006 gegründeten Tanzania Women Football Association (TWFA) an und ist dem tansanischen Fußballverband unterstellt.
Die ersten Pflichtspiele absolvierte die Mannschaft 2002 bei den Qualifikationen zur Afrikameisterschaft 2002 und zur Weltmeisterschaft 2003, scheiterte aber in beiden Qualifikationen. Seither versuchte man sich erfolglos in den Afrikameisterschafts-Qualifikationen 2004, 2006 und 2008 sowie in der Qualifikation für die WM 2007 und nahm folglich noch an keiner internationalen Endrunde teil.
Die Mannschaft gehört laut FIFA-Weltrangliste zu den schwächsten Mannschaften der Welt. Bisher konnte sie nur gegen Eritrea, Äthiopien und Botswana gewinnen. 2010 konnte sich Tansania erstmals für die Afrikameisterschaft der Frauen qualifizieren, schied aber nach der Vorrunde aus.

## Turnierbilanz

### Weltmeisterschaft
| - 1991: nicht teilgenommen (1. Spiel erst 2002) - 1995: nicht teilgenommen (1. Spiel erst 2002) - 1999: nicht teilgenommen (1. Spiel erst 2002) - 2003: nicht qualifiziert | - 2007: nicht qualifiziert - 2011: nicht qualifiziert - 2015: nicht qualifiziert - 2019: nicht qualifiziert - 2023: nicht qualifiziert |

### Afrikameisterschaft
| - 1991: nicht teilgenommen (1. Spiel erst 2002) - 1995: nicht teilgenommen (1. Spiel erst 2002) - 1998: nicht teilgenommen (1. Spiel erst 2002) - 2000: nicht teilgenommen (1. Spiel erst 2002) - 2002: nicht qualifiziert - 2004: nicht qualifiziert - 2006: nicht qualifiziert | - 2008: nicht qualifiziert - 2010: Vorrunde - 2012: nicht qualifiziert - 2014: nicht qualifiziert - 2016: nicht qualifiziert - 2018: nicht qualifiziert - 2022: nicht qualifiziert |

### Olympische Spiele
| - 1996: nicht teilgenommen (1. Spiel erst 2002) - 2000: nicht teilgenommen (1. Spiel erst 2002) - 2004: nicht teilgenommen/zurückgezogen ? - 2008: vor Beginn der Qualifikation zurückgezogen | - 2012: nicht teilgenommen - 2016: nicht teilgenommen - 2020: nicht qualifiziert - 2024: nicht qualifiziert |

### Afrikaspiele
- 2003: nicht teilgenommen
- 2007: nicht teilgenommen
- 2011: Vorrunde
- 2015: Vorrunde